# Second Toughest in the Infants
Az 1996-os Second Toughest in the Infants az Underworld negyedik nagylemeze. Az album címe Rick Smith unokaöccsének, Simon Prosser megjegyzéséből ered, akit iskolai előmeneteléről kérdeztek. Az album címe a munkálatok alatt még Tonight Matthew, I'm Going to Be Underworld volt.
Az album szerepel az 1001 lemez, amit hallanod kell, mielőtt meghalsz című könyvben.

## Az album dalai
|    | Cím                                   | Szerző(k)                             | Hossz |
| -- | ------------------------------------- | ------------------------------------- | ----- |
| 1. | Juanita : Kiteless : To Dream of Love | Darren Emerson, Karl Hyde, Rick Smith | 16:36 |
| 2. | Banstyle / Sappy's Curry              | Emerson, Hyde, Smith                  | 15:22 |
| 3. | Confusion the Waitress                | Emerson, Hyde, Smith                  | 6:47  |
| 4. | Rowla                                 | Emerson, Hyde, Smith                  | 6:31  |
| 5. | Pearl's Girl                          | Emerson, Hyde, Smith                  | 9:36  |
| 6. | Air Towel                             | Emerson, Hyde, Smith                  | 7:37  |
| 7. | Blueski                               | Emerson, Hyde, Smith                  | 2:55  |
| 8. | Stagger                               | Emerson, Hyde, Smith                  | 7:37  |

## Fordítás
Ez a szócikk részben vagy egészben a Second Toughest in the Infants című angol Wikipédia-szócikk ezen változatának fordításán alapul.  Az eredeti cikk szerkesztőit annak laptörténete sorolja fel. Ez a jelzés csupán a megfogalmazás eredetét és a szerzői jogokat jelzi, nem szolgál a cikkben szereplő információk forrásmegjelöléseként.